# Trolebús de Milán
El trolebús de Milán es un transporte público de dicha ciudad italiana que está compuesto por 4 líneas y cuyo propietario actual es ATM.

## Líneas
La red está compuesta de 4 líneas:
- 90 (Circular derecha) Lodi M3 - Lotto M1 M5
- 91 (Circular izquierda) Lodi M3 - Lotto M1 M5
- 92 Bovisa FN (Vía Varè) - Lodi M3
- 93 Lambrate FS M2 - Viale Omero

## Historia

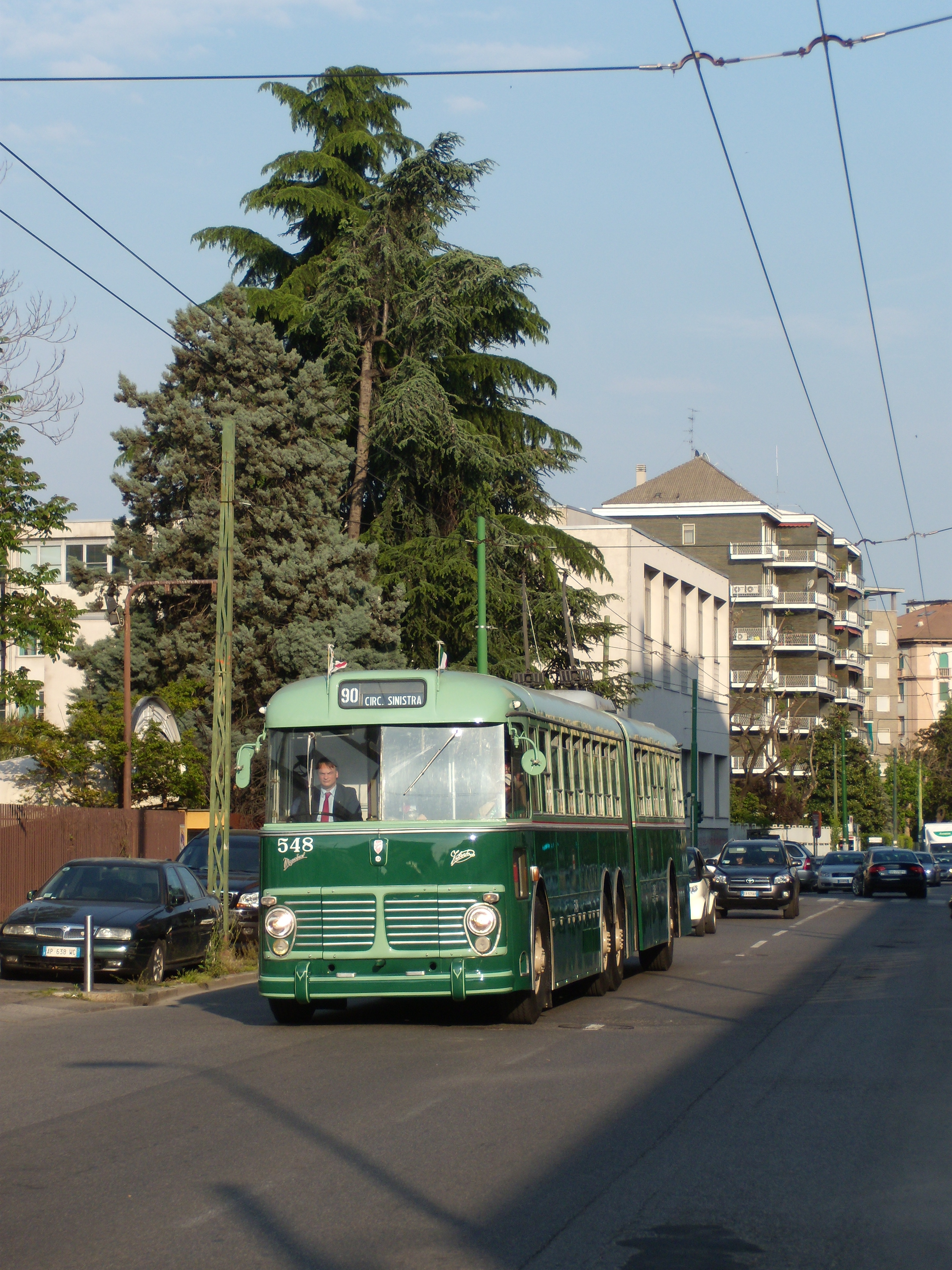
El "Vibertone" 548, restaurado en el 2009 en ocasión del 75° de la red filoviaria milanesa, en vía Tertulliano

El primer filobús se experimentó en el 1906, cuando, en ocasión de la Exposición Internacional, la Sociedad para la Tracción Eléctrica implantó una línea que recorría el recinto exterior de los padiglioni de la Plaza de Armas, mientras que el primer servicio ciudadano regular se remonta a 1933, con la apertura de la breve línea 81 (Plaza Spotorno - Plaza Dergano).
En las décadas subsiguientes la red se desarrolló rápidamente, con la apertura de líneas radiales y tangenciales. También la nueva circular exterior (luego 90/91) fue realizada como filovía.
En los años setenta el ATM presentó un proyecto de línea tranviaria veloz a lo largo de la circunvalación exterior, que habría sustituido la filovía circular 90/91. Dicho proyecto no llegó a hacerse realidad.
Los esfuerzos están concentrados sobre la aceleración de las líneas, con la realización de carriles reservados. LOS proyectos para la extensión de la red nunca han llegado a superar el estado de simples propuestas.